# Karl August Mosig von Aehrenfeld

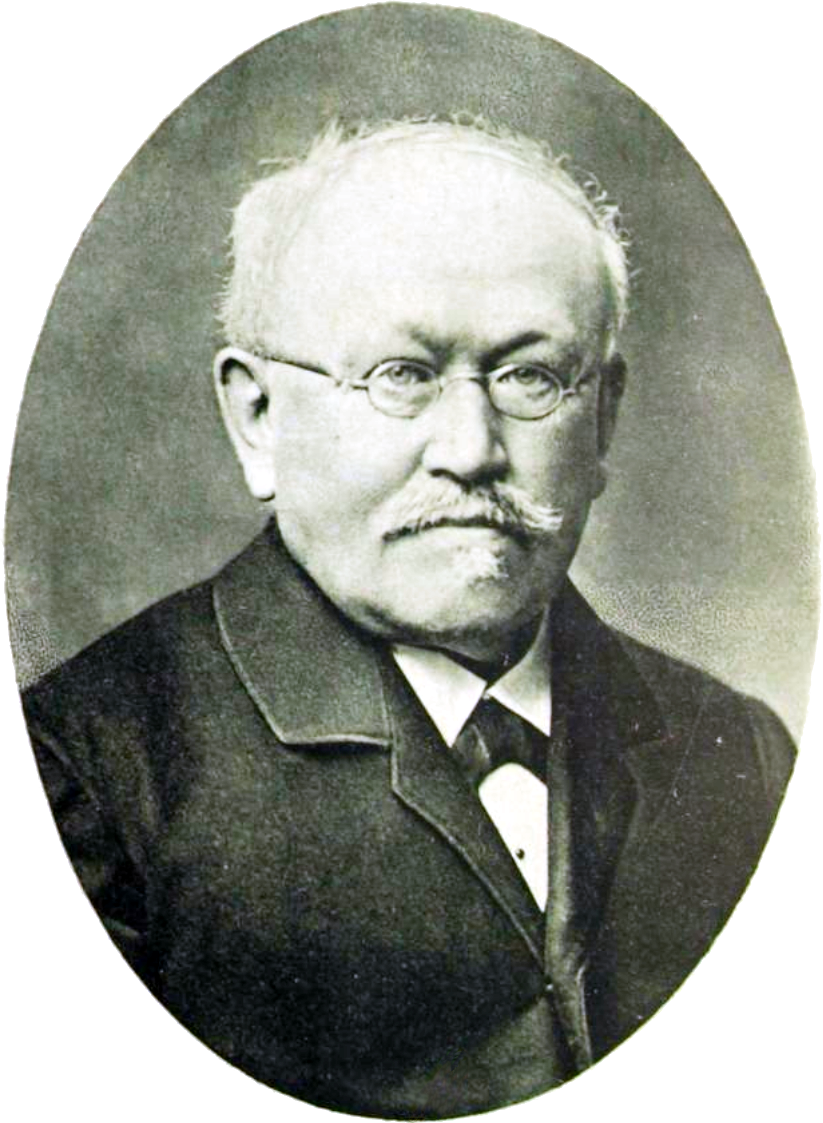
Karl August Mosig von Aehrenfeld (1820–1898).

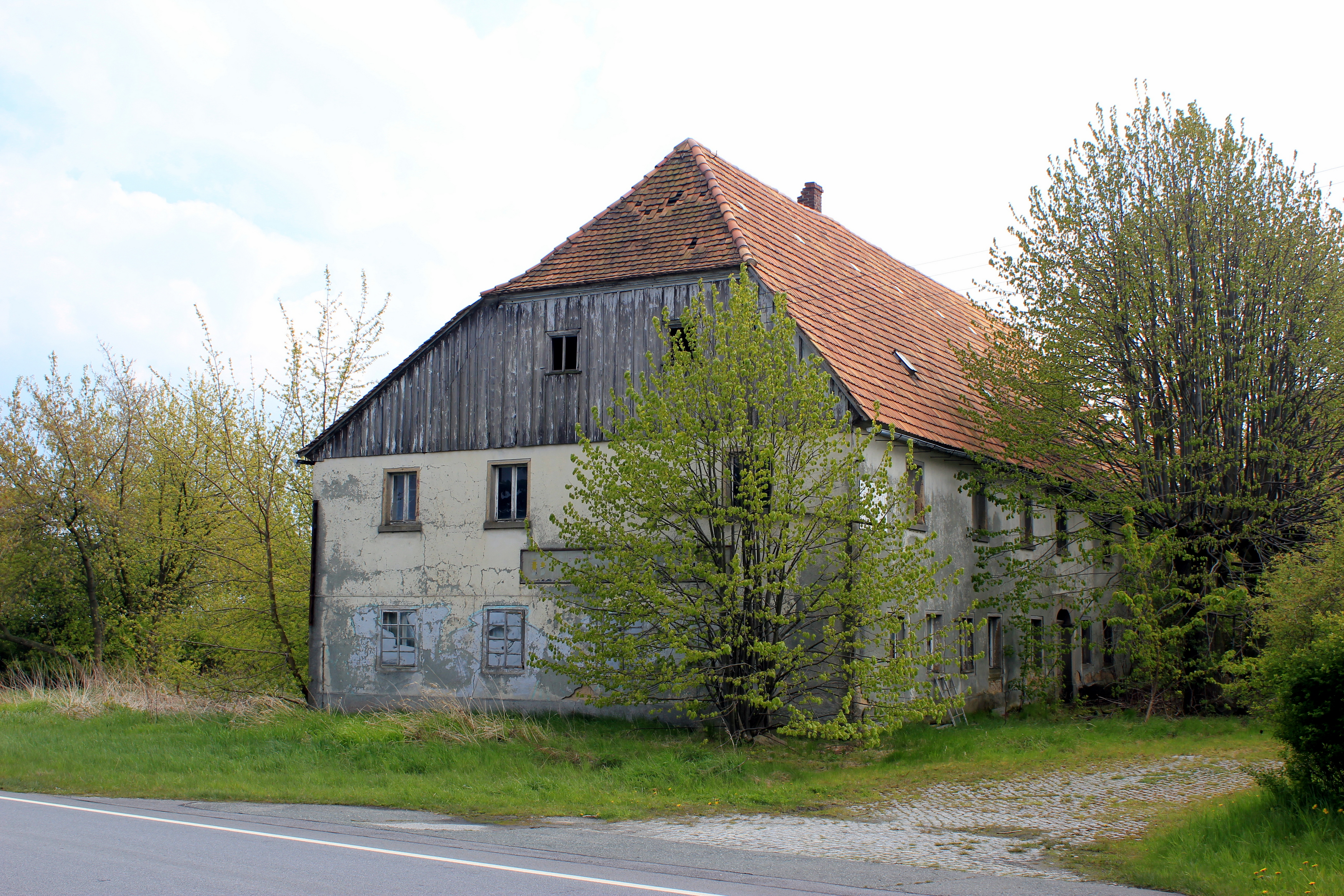
Ehemaliger Gasthof in Eiserode, Geburtshaus von Karl August Mosig

Karl August Mosig von Aehrenfeld (obersorbisch Korla Awgust Mosak-Kłosopólski; * 7. Mai 1820 in Eiserode; † 31. Juli 1898 in Kleinschweidnitz bei Löbau) war Jurist und Reichstagsabgeordneter.
Mosig besuchte 1832 bis 1839 das Gymnasium in Bautzen, studierte von 1839 bis 1844 Jura in Leipzig. Von 1844 bis 1856 war er Gerichtshalter, ab 1848 Advokat in Löbau. Er besaß das Rittergut Kleinschweidnitz.
1839 war Mosig Mitbegründer des sorbischen Gymnasiastenvereins Societas Slavica Budissinensis, 1841 gründete er einen Akademischen Slawenverein.
Mosig war ab August 1867 Mitglied des Reichstages des Norddeutschen Bundes und 1871 wurde er Mitglied des Deutschen Reichstages, beides für den Reichstagswahlkreis Königreich Sachsen 2 (Löbau-Bernstadt) und für die Nationalliberale Partei.